# Glavičice
Glavičice (en serbe cyrillique : Главичице) est un village de Bosnie-Herzégovine. Il est situé sur le territoire de la ville de Bijeljina et dans la république serbe de Bosnie. Selon les premiers résultats du recensement bosnien de 2013, il compte 1 190 habitants.

## Géographie
Glavičice est situé à la frontière entre la Bosnie-Herzégovine et la Serbie, à la confluence de la rivière Tavno et de la Drina (un affluent droit de la Save).

## Démographie

### Évolution historique de la population dans la localité
| 1948  | 1953  | 1961  | 1971  | 1981  | 1991  | 2013  |
| ----- | ----- | ----- | ----- | ----- | ----- | ----- |
| 1 293 | 1 403 | 1 487 | 1 562 | 1 417 | 1 293 | 1 190 |

|  |

### Communauté locale
En 1991, la communauté locale de Glavičice comptait 2 314 habitants, répartis de la manière suivante :